# James Weddell

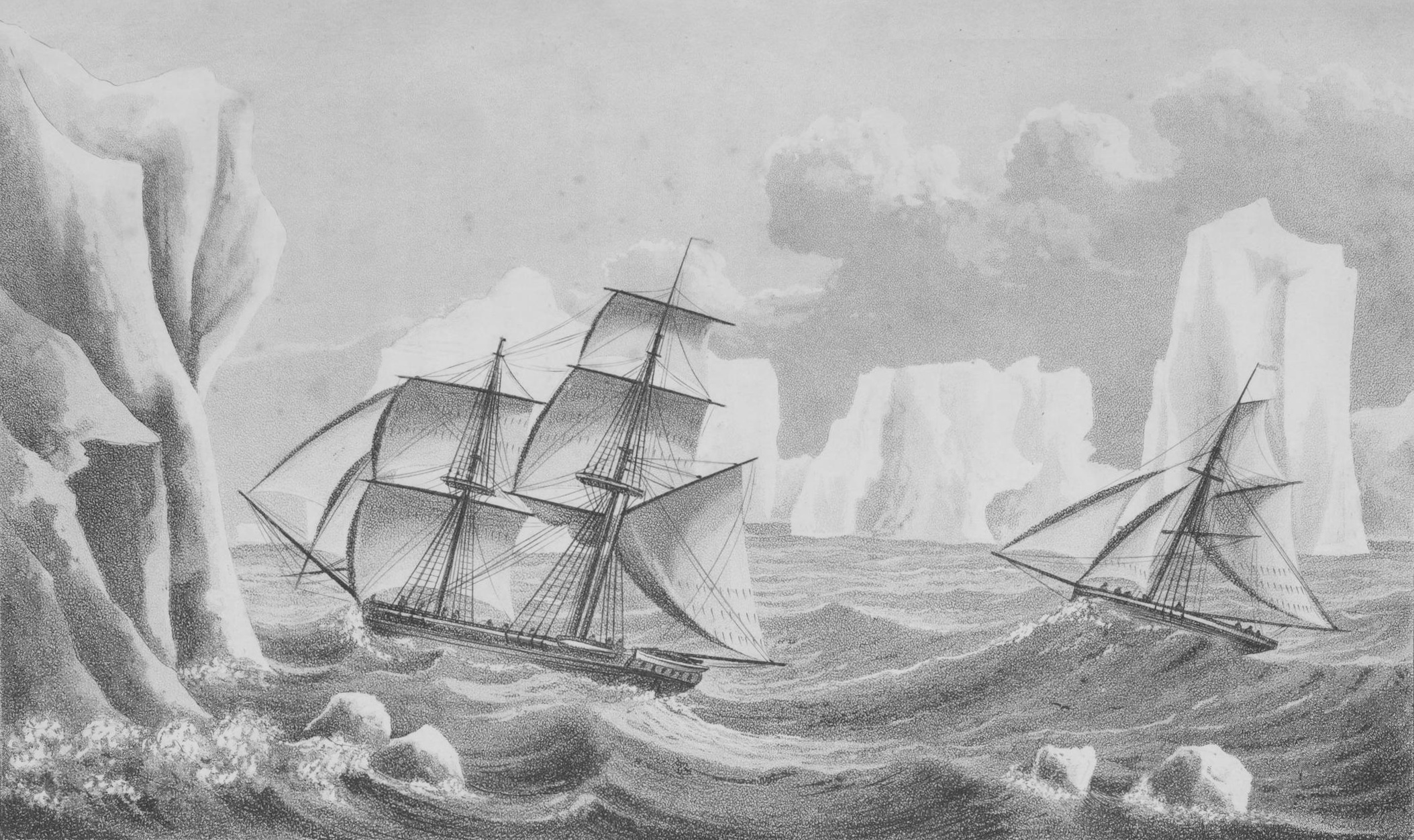
El Jane y el Beaufroy, los buques de Weddell durante su segundo viaje.

James Weddell (Ostende, 24 de agosto de 1787 - Londres, 9 de septiembre de 1834) fue un marino británico. 

## Su juventud
James Weddell ingresó en la marina mercante británica siendo muy joven, bajo los auspicios del jefe del puerto de Newcastle, un gran puerto dedicado a la exportación de carbón ubicado en la parte nororiental de Inglaterra, en la desembocadura del río Tyne. 
En 1805, Weddell se embarcó en una nave mercante con destino a las Indias Occidentales para pasar después a la Armada británica, en la cual sirvió a bordo de numerosos buques. Combatió a bordo del Hope cuando esta nave capturó al buque estadounidense True Blooded Yankee, que navegaba en aguas inglesas del canal de la Mancha durante las guerras napoleónicas. Con el fin de la guerra, la marina inglesa dejó a Weddell (al igual que a muchos otros oficiales y tripulantes) en tierra y con media paga, lo que determinó la vuelta del marino a la actividad mercante durante un cierto período (1816). A bordo de naves comerciales, Weddell retomó la ruta de las Indias Occidentales.

## Los mares australes

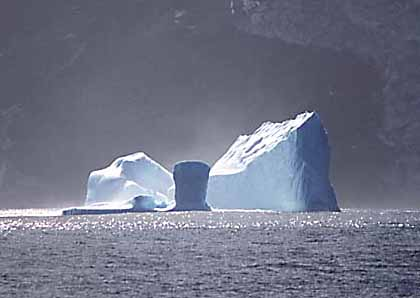
Iceberg antártico.

En 1819 Weddell conoció al capitán James Strachan, empresario naviero y propietario de astilleros que, junto a un agente de seguros londinense llamado James Mitchell, poseía un bergantín de 160 toneladas llamado Jane. Se trataba de una nave de construcción norteamericana, capturada durante la guerra de 1812 y reacondicionada para la captura de focas.
Acababan de llegar a Inglaterra las noticias del descubrimiento de las islas Shetland del Sur, una cadena de islas ubicadas a 120 kilómetros de la costa antártica. La información daba cuenta del avistamiento de ingentes poblaciones de focas y lobos marinos en las Shetland, por lo que Weddell sugirió a Mitchell y Stachan que las tierras recién descubiertas podían representar un terreno fértil en la actividad lobera. La idea fue aceptada por los armadores, y Weddell, puesto al mando del Jane por sus propietarios, zarpó por primera vez hacia los mares australes.
En su primer viaje como capitán del Jane, Weddell recorrió el archipiélago de las Malvinas y luego siguió hacia el sur. La captura de focas fue tan abundante y las pieles de tan buena calidad, que al regresar a Inglaterra los armadores se encontraron en posesión de una gran fortuna que les permitió construir un segundo buque foquero, un cúter de 65 toneladas al que bautizaron Beaufroy.

## El segundo viaje

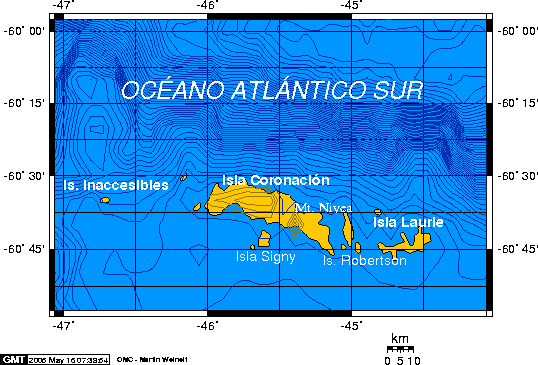
Las Islas Orcadas.

Weddell zarpó por segunda vez hacia las heladas aguas antárticas en un viaje de dos años (1821-22), esta vez directamente hacia las Shetland. Para su disgusto, descubrió que ya habían operado allí más de 45 buques loberos y foqueros, y que la población de focas, destruida por la brutal sobrecaptura, estaba desapareciendo. Esto ocurría a solo dos años del descubrimiento del archipiélago, lo que da una buena idea de la salvaje tasa de matanza que se estaba ejecutando contra estos mamíferos marinos.
Por lo tanto, el capitán Weddell ordenó que ambos buques se dirigieran más al sur, intentando encontrar un territorio menos explotado por la competencia. Así, el 22 de noviembre de 1821, el capitán del Beaufroy, Michael McLeod, avistó las Órcadas, un archipiélago subantártico ubicado en aguas de la Antártida Argentina que habían sido descubiertas por el comandante Powell apenas unos días antes en forma independiente.
Los buques de Weddell pasaron mucho tiempo cazando en ese archipiélago, y solo retornaron a Inglaterra en julio del año siguiente.

## Tercer viaje y marca mundial

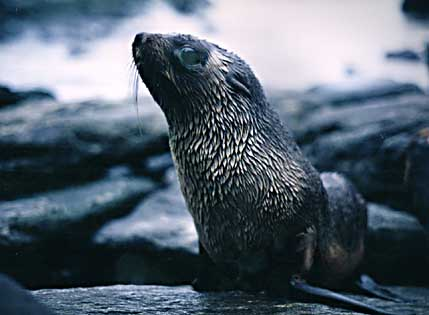
Foca austral.

El tercer viaje austral de Weddell, que le ocuparía desde 1822 hasta 1824, lo encontró nuevamente al mando del Jane, mientras que Matthew Brisbane comandaba el Beaufroy. Ambas naves navegaron hasta las Orcadas, pero las focas habían disminuido hasta tal grado que no valía la pena detenerse por ellas. Así, decidieron continuar hasta las Shetland, con la esperanza de descubrir nuevas tierras entre ambos archipiélagos para intentar continuar con la tarea. Pero no había ninguna, por lo que, descorazonado, el comandante de la expedición ordenó virar al sur en busca de presas.
En medio de un verano suave y libre de tormentas, el convoy llegó el 17 de febrero de 1823 a los 74º34´ de latitud sur y 30º12´ de longitud oeste: una posición tan austral que configuraba una marca mundial, ya que superaba en más de 3° la del capitán James Cook. Nunca un ser humano había llegado tan al sur, y este récord fue tan extremo para la época que se mantuvo durante más de ocho décadas antes de ser superado.
A pesar de avistar varios icebergs, los marinos no encontraron tierra alguna, lo que impulsó a Weddell a conjeturar que el mar abierto continuaba hasta el Polo Sur. Si hubiese seguido navegando al sur hubiese llegado a la costa antártica en menos de 48 horas, pero Weddell decidió regresar. Esas aguas no volvieron a ser visitadas por ser humano alguno hasta que el alemán Wilhelm Filchner descubrió la barrera de hielo que lleva su nombre en 1911.
Navegando al norte, Weddell y los suyos llegaron a las Georgias del Sur y a las Sandwich, donde no cejaron en su empeño de encontrar a sus tímidas presas. No encontrándolas, buscaron refugio en las Malvinas durante el invierno, y regresaron a las Shetland en noviembre de 1823.
A comienzos de 1824, las dos naves se separaron: Weddell con la Jane puso proa a las Malvinas en marzo y luego a Inglaterra, a la que arribó en julio.
La increíble proeza que había llevado a cabo, llegando a un punto tan austral por vez primera, hizo que sus jefes lo persuadieran de poner por escrito sus aventuras, lo que Weddell hizo en 1825, con una segunda edición que incluía las experiencias del Beaufroy (que llegó a Inglaterra en 1826) publicada en 1827.

## Weddell en Buenos Aires
Weddell propuso al Almirantazgo británico una nueva expedición a las aguas antárticas, pero su idea fue rechazada. En consecuencia, el experimentado navegante regresó a su actividad mercante a lo largo de la costa atlántica argentina, tomando como base de operaciones del Jane a la ciudad de Buenos Aires.
Desgraciadamente, en un viaje que lo llevaría de Argentina a Gibraltar, el Jane sufrió un percance y comenzó a hacer agua de manera tan grave que debió ser abandonado en las Azores. Weddell y la tripulación consiguieron abandonarlo antes de que se hundiera, y abordaron otro buque que debía llevarlos a Inglaterra. En un doble golpe de mala fortuna, esta otra nave también naufragó frente a la isla de Pico, y James sobrevivió milagrosamente.

## La bancarrota y la muerte
La pérdida del Jane significó un quebranto financiero para Weddell del que nunca lograría recuperarse. Sin buque y sin trabajo, consiguió empleo como capitán del Eliza, un buque de transporte de suministros para las colonias penales inglesas establecidas en Australia (1830). Desde allí viajó a Tasmania y regresó a Inglaterra en 1832.
Pobre, triste y olvidado por todos, el capitán James Weddell murió en Londres dos años más tarde, a la edad de 47 años.